# Devil Dog Dawson
Devil Dog Dawson er en amerikansk stumfilm fra 1921 af Dell Henderson.

## Medvirkende
- Jack Hoxie
- Helene Rosson
- Evelyn Selbie
- Wilbur McGaugh
- Arthur Mackley